# Harresby
Harresby (på tysk Hardesby) er en spredtliggende landsby i det nordlige Tyskland, beliggende få kilometer nord for Sørup i Angel i Sydslesvig. Landbsyen er omgivet af Svendsby i øst, Venerød i syd, Husbyskov, Søgaard og Staalidt i vest og Lyshøj i nord. Administrativt udgjorde Harresby tidligere en selvstændig kommune, men blev 1970 indlemmet i Sørup kommune. Kommunen udgjorde 1970 cirka 467 ha og havde 227 indbyggere. Til Harresby hører også Harresbymark, Harresbygaard og Harresbyskov. I den danske periode hørte landsbyen under Sørup Sogn (Ny Herred) i Flensborg Amt, Hertugdømmet Slesvig (Sønderjylland). Landsbyen bestod i 1837 af seks gård og seks kådnersted.
Fladsby blev første gang nævnt i 1477 som Hergesbu. Stednavnet henviser til mandsnavnet Hærik eller Hærger. En agerjord på grænsen til Svendsby blev kaldt Mysk (fortysket Müsch). Navnet forekommer også to gange nord for grænsen. 